# APG II
APG II (2003) је скраћеница за класификацију скривеносеменица коју је објавила 2003. године група за истраживање филогеније скривеносеменица (Angiosperm Phylogeny Group, APG).

## Класификациона схема

### Базалне групе
- (најпримитивније скривеносеменице)
  - фамилије некласификоване у редове

 (укључујући Cabombaceae)
  - -{Austrobaileyales

Austrobaileyaceae, Schisandraceae (укључујући Illiciaceae), Trimeniaceae
  - Ceratophyllales

Ceratophyllaceae

- Magnoliids
  - Canellales

Canellaceae, Winteraceae
  - Laurales

Atherospermataceae, Calycanthaceae, Gomortegaceae, Hernandiaceae, Lauraceae, Monimiaceae, Siparunaceae
  - Magnoliales

Annonaceae, Degeneriaceae, Eupomatiaceae, Himantandraceae, Magnoliaceae, Myristicaceae
  - Piperales

Aristolochiaceae, Hydnoraceae, Lactoridaceae, Piperaceae, Saururaceae}-

### монокотиледоне биљке (Monocots)
- (базалне групе)
  - фамилије некласификоване у редове
- некомелиноидне групе
  - -{Acorales

Acoraceae
  - Alismatales

Alismataceae, Aponogetonaceae, Araceae, Butomaceae, Cymodoceaceae, Hydrocharitaceae, Juncaginaceae, Limnocharitaceae, Posidoniaceae, Potamogetonaceae, Ruppiaceae, Scheuchzeriaceae, Tofieldiaceae, Zosteraceae
  - Asparagales

Alliaceae}- (укљ.  (укљ.  (укљ. -{Asphodelaceae, Hemerocallidaceae), Xeronemataceae
  - Dioscoreales

Burmanniaceae}- (укљ.-{Thismiaceae), Dioscoreaceae (укљ. Taccaceae, Trichopodaceae), Nartheciaceae
  - Liliales

Alstroemeriaceae, Campynemataceae, Colchicaceae, Corsiaceae, Liliaceae, Luzuriagaceae, Melanthiaceae, Philesiaceae, Ripogonaceae, Smilacaceae
  - Pandanales

Cyclanthaceae, Pandanaceae, Stemonaceae, Triuridaceae, Velloziaceae}-
- комелиноидне групе, Commelinids
  - некласификоване у редове

-{Dasypogonaceae
  - Arecales

Arecaceae
  - Commelinales

Commelinaceae, Haemodoraceae, Hanguanaceae, Philydraceae, Pontederiaceae
  - Poales

Anarthriaceae, Bromeliaceae, Centrolepidaceae, Cyperaceae, Ecdeiocoleaceae, Eriocaulaceae, Flagellariaceae, Hydatellaceae, Joinvilleaceae, Juncaceae, Mayacaceae, Poaceae, Rapateaceae, Restionaceae, Sparganiaceae, Thurniaceae}- (укљ. -{Prioniaceae), Typhaceae, Xyridaceae
  - Zingiberales

Cannaceae, Costaceae, Heliconiaceae, Lowiaceae, Marantaceae, Musaceae, Strelitziaceae, Zingiberaceae}-

### Праве дикотиледоне биљке (Eudicots)
- базалне Eudicots
  - фамилије некласификоване у редове

 (укљ.  (укљ. Tetracentraceae)
  - -{Proteales

Nelumbonaceae, Proteaceae}- (укљ. )
  - -{Ranunculales

Berberidaceae, Circaeasteraceae, Eupteleaceae, Lardizabalaceae, Menispermaceae, Papaveraceae (укљ. Fumariaceae, Pteridophyllaceae),Ranunculaceae}-
- „језгро“, „средиште“ правих Eudicots
  - фамилије некласификоване у редове

-{Aextoxicaceae, Berberidopsidaceae, Dilleniaceae
  - Gunnerales

Gunneraceae}- (укљ. -{Myrothamnaceae)
  - Caryophyllales

Achatocarpaceae, Aizoaceae, Amaranthaceae, Ancistrocladaceae, Asteropeiaceae, Barbeuiaceae, Basellaceae, Cactaceae, Caryophyllaceae, Didiereaceae, Dioncophyllaceae, Droseraceae, Drosophyllaceae, Frankeniaceae, Gisekiaceae, Halophytaceae, Molluginaceae, Nepenthaceae, Nyctaginaceae, Physenaceae, Phytolaccaceae, Plumbaginaceae, Polygonaceae, Portulacaceae, Rhabdodendraceae, Sarcobataceae, Simmondsiaceae, Stegnospermataceae, Tamaricaceae
  - Santalales

Olacaceae, Opiliaceae, Loranthaceae, Misodendraceae, Santalaceae
  - Saxifragales

Altingiaceae, Aphanopetalaceae, Cercidiphyllaceae, Crassulaceae, Daphniphyllaceae, Grossulariaceae, Haloragaceae (укљ. Penthoraceae, Tetracarpaeaceae), Hamamelidaceae, Iteaceae}- (укљ.
- „средиште“ : базалне групе
  - фамилије некласификоване у редове

-{Aphloiaceae, Geissolomataceae, Ixerbaceae, Picramniaceae, Strasburgeriaceae, Vitaceae
  - Crossosomatales

Crossosomataceae, Stachyuraceae, Staphyleaceae
  - Geraniales

Geraniaceae}- (укљ.  (укљ. -{Francoaceae, Greyiaceae), Vivianiaceae
  - Myrtales

Alzateaceae, Combretaceae, Crypteroniaceae, Heteropyxidaceae, Lythraceae, Melastomataceae (укљ. Memecylaceae), Myrtaceae, Oliniaceae, Onagraceae, Penaeaceae, Psiloxylaceae, Rhynchocalycaceae, Vochysiaceae}-
- „средиште“ 
  - фамилије некласификоване у редове

 (укљ.-{ Krameriaceae), Huaceae
  - Celastrales

Celastraceae}- (укљ.  (укљ. -{Lepuropetalaceae)
  - Malpighiales

Achariaceae, Balanopaceae, Bonnetiaceae, Caryocaraceae, Chrysobalanaceae}-(укљ.  (укљ.  (укљ.  (укљ.  (укљ. Tristichaceae), Putranjivaceae, Rhizophoraceae (укљ. Erythroxylaceae), Salicaceae(укљ. -{Flacourtiaceae, Scyphostegiaceae), Violaceae
  - Oxalidales

Brunelliaceae, Cephalotaceae, Connaraceae, Cunoniaceae, Elaeocarpaceae}- (укљ. -{Tremandraceae), Oxalidaceae
  - Fabales

Fabaceae, Polygalaceae, Quillajaceae, Surianaceae
  - Rosales

Barbeyaceae, Cannabaceae}- (укљ.  (укљ. -{Cecropiaceae)
  - Cucurbitales

Anisophylleaceae, Begoniaceae, Coriariaceae, Corynocarpaceae, Cucurbitaceae, Datiscaceae, Tetramelaceae
  - Fagales

Betulaceae, Casuarinaceae, Fagaceae, Juglandaceae}- (укљ.
- „средиште“ 
  - фамилије некласификоване у родове

-{Tapisciaceae
  - Brassicales

Akaniaceae}- (укљ. -{Bretschneideraceae), Bataceae, Brassicaceae, Caricaceae, Emblingiaceae, Gyrostemonaceae, Koeberliniaceae, Limnanthaceae, Moringaceae, Pentadiplandraceae, Resedaceae, Salvadoraceae, Setchellanthaceae, Tovariaceae, Tropaeolaceae
  - Malvales

Bixaceae}- (укљ.  (укљ. -{Tepuianthaceae)
  - Sapindales

Anacardiaceae, Biebersteiniaceae, Burseraceae, Kirkiaceae, Meliaceae, Nitrariaceae, Peganaceae, Rutaceae, Sapindaceae}- (укљ.
- „средиште“ : базалне групе
  - -{Cornales

Cornaceae}-(укљ. -{Nyssaceae), Curtisiaceae, Grubbiaceae, Hydrangeaceae, Hydrostachyaceae, Loasaceae
  - Ericales

Actinidiaceae, Balsaminaceae, Clethraceae, Cyrillaceae, Diapensiaceae, Ebenaceae}- (укљ.  (укљ.  (укљ.
- „средиште“ 
  - фамилије некласификоване у родове

-{Boraginaceae, Icacinaceae, Oncothecaceae, Vahliaceae
  - Garryales

Eucommiaceae, Garryaceae}- (укљ. -{Aucubaceae)
  - Gentianales

Apocynaceae, Gelsemiaceae, Gentianaceae, Loganiaceae, Rubiaceae
  - Lamiales

Acanthaceae}- (укљ.  (укљ.  (укљ.  (укљ. -{Buddlejaceae, Myoporaceae), Stilbaceae, Tetrachondraceae, Verbenaceae
  - Solanales

Convolvulaceae, Hydroleaceae, Montiniaceae}- (укљ.
- „средиште“ 
  - фамилије некласификоване у редове

 (укљ. -{Desfontainiaceae), Eremosynaceae, Escalloniaceae, Paracryphiaceae, Polyosmaceae, Sphenostemonaceae, Tribelaceae
  - Apiales

Apiaceae, Araliaceae, Aralidiaceae, Griseliniaceae, Mackinlayaceae, Melanophyllaceae, Myodocarpaceae, Pennantiaceae, Pittosporaceae, Torricelliaceae
  - Aquifoliales

Aquifoliaceae, Cardiopteridaceae, Helwingiaceae, Phyllonomaceae, Stemonuraceae
  - Asterales

Alseuosmiaceae, Argophyllaceae, Asteraceae, Calyceraceae, Campanulaceae}- (укљ.  (укљ.  (укљ. -{Donatiaceae)
  - Dipsacales

Adoxaceae, Caprifoliaceae}- (укљ. )

- таксони непознате припадности
  - -{Aneulophus Benth.
  - Apodanthaceae van Tieghem ex. Takhtajan in Takhtajan (1997)}- [са три рода]
  - -{Bdallophyton Eichl.
  - Balanophoraceae Rich. (1822), nom. cons.
  - Centroplacus Pierre
  - Cynomorium L. [Cynomoriaceae Lindl. (1833),nom. cons.]
  - Cytinus L. [Cytinaceae A.Rich. (1824)]
  - Dipentodon Dunn [Dipentodontaceae Merr.(1941), nom. cons.]
  - Gumillea Ruiz & Pav.
  - Hoplestigma Pierre [Hoplestigmataceae Engl.&Gilg (1924), nom. cons.]
  - Leptaulus Benth.
  - Medusandra Brenan [Medusandraceae Brenan (1952), nom. cons.]
  - Metteniusa H.Karst. [Metteniusaceae H.Karst.ex. Schnizl. (1860–1870)]
  - Mitrastema Makino [Mitrastemonaceae Makino (1911), nom. cons.]
  - Pottingeria Prain [Pottingeriaceae (Engl.) Takht.1987)
  - Rafflesiaceae Dumort. (1829), nom. cons.}- [са три рода]
  - -{Soyauxia Oliv.
  - Trichostephanus Gilg}-